# Silberhausen
Silberhausen é uma vila e antigo município da Alemanha localizado no distrito de Eichsfeld, estado da Turíngia. Pertencia ao verwaltungsgemeinschaft de Dingelstädt. Desde janeiro de 2019, faz parte do município de Dingelstädt.

## Demografia
Evolução da população (em 31 de dezembro):
| - 1994 - 774 - 1995 - 778 - 1996 - 780 - 1997 - 774 | - 1998 - 754 - 1999 - 758 - 2000 - 747 - 2001 - 732 | - 2002 - 725 - 2003 - 718 - 2004 - 709 |

Fonte: Datenquelle - Thüringer Landesamt für Statistik